# Walking Papers
Walking Papers est un groupe américain de rock, originaire de Seattle, dans l'État de Washington.

## Histoire
Le groupe est formé par le chanteur/guitariste Jeff Angell de The Missionary Position, et le batteur Barrett Martin anciennement de Screaming Trees,. Le bassiste de Guns N' Roses Duff McKagan et le claviériste Benjamin Anderson (également de The Missionary Position) sont invités à contribuer au premier album du groupe et sont ensuite ajoutés en tant que membres officiels. Leur premier album éponyme, produit par Angell et Martin et mixé par Jack Endino, est sorti le 16 août 2013,, et comprend des contributions du guitariste de Pearl Jam Mike McCready,.
Le groupe devient ensuite inactif pendant plusieurs années, et revient avec l'album WP2 le 19 janvier 2018,. McKagan n'étant pas en mesure de tourner derrière l'album en raison d'engagements avec Guns N' Roses, il est remplacé par Dan Spalding. Martin ne peut cependant pas non plus faire la tournée et est remplacé par Will Andrews de Ten Miles Wide. Le groupe s'adjoint également les services du second guitariste Tristan Hart Pierce et du saxophoniste Gregor Lothian,.
What Did You Expect, single extrait du troisième album du groupe, The Light Below, sort le 5 août 2020, en exclusivité sur Loudwire. L'album sort le 5 février 2021, sur Carry On Music.

## Discographie

### Albums studio
- 2013 : Walking Papers
- 2018 : WP2
- 2021 : The Light Below